# Aegomorphus socorroensis
Aegomorphus socorroensis es una especie de escarabajo longicornio del género Aegomorphus, tribu Acanthoderini, subfamilia Lamiinae. Fue descrita científicamente por Linsley en 1942.

## Descripción
Mide 12-17 milímetros de longitud.

## Distribución
Se distribuye por México.